# Saison 2007 de l'équipe cycliste Crédit agricole
L'Équipe cycliste Crédit agricole participait en 2007 au ProTour.

## Effectif
| Cycliste            | Date de naissance | Nationalité      | Équipe 2006           |
| ------------------- | ----------------- | ---------------- | --------------------- |
| Francesco Belloti   | 06-08-1979        | Italie           |                       |
| László Bodrogi      | 11-12-1976        | Hongrie/ France  |                       |
| William Bonnet      | 25-06-1982        | France           |                       |
| Alexandre Botcharov | 26-02-1975        | Russie           |                       |
| Pietro Caucchioli   | 28-08-1975        | Italie           |                       |
| Anthony Charteau    | 04-06-1979        | France           |                       |
| Julian Dean         | 28-01-1975        | Nouvelle-Zélande |                       |
| Christophe Edaleine | 01-11-1979        | France           |                       |
| Jimmy Engoulvent    | 07-12-1979        | France           |                       |
| Dmitriy Fofonov     | 15-08-1976        | Kazakhstan       |                       |
| Angelo Furlan       | 21/06/1977        | Italie           | Selle Italia Colombia |
| Patrice Halgand     | 02-03-1974        | France           |                       |
| Sébastien Hinault   | 11-02-1974        | France           |                       |
| Jonathan Hivert     | 23-03-1985        | France           |                       |
| Thor Hushovd        | 18-01-1978        | Norvège          |                       |
| Mads Kaggestad      | 22-02-1977        | Norvège          |                       |
| Christophe Kern     | 18-01-1981        | France           | Bouygues Telecom      |
| Christophe Laurent  | 26-07-1977        | France           | Agritubel             |
| Christophe Le Mével | 11-09-1980        | France           |                       |
| Cyril Lemoine       | 03-03-1983        | France           |                       |
| Jean-Marc Marino    | 15-08-1983        | France           |                       |
| Rémi Pauriol        | 04-04-1982        | France           |                       |
| Benoît Poilvet      | 27-08-1976        | France           |                       |
| Saul Raisin         | 06-01-1983        | États-Unis       |                       |
| Mark Renshaw        | 22/10/1982        | Australie        |                       |
| Nicolas Roche       | 03/07/1984        | Irlande          | Cofidis               |
| Pierre Rolland      | 10/10/1986        | France           | neo pro               |
| Yannick Talabardon  | 06-07-1981        | France           |                       |

## Victoires
| Date       | Course                                     | Pays       | Classe | Vainqueur        |
| ---------- | ------------------------------------------ | ---------- | ------ | ---------------- |
| 16/01/2007 | Prologue du Tour Down Under                | Australie  | 2.HC   | Mark Renshaw     |
| 04/02/2007 | 3e étape du Tour de Langkawi               | Malaisie   | 2.HC   | Anthony Charteau |
| 07/02/2007 | 1re étape de l'Étoile de Bessèges          | France     | 1.1    | Angelo Furlan    |
| 11/02/2007 | Classement général du Tour de Langkawi     | Malaisie   | 2.HC   | Anthony Charteau |
| 06/04/2007 | Route Adélie                               | France     | 1.1    | Rémi Pauriol     |
| 10/04/2007 | 1re étape du Circuit de la Sarthe          | France     | 2.1    | Angelo Furlan    |
| 19/05/2007 | 2e étape du Tour de Picardie               | France     | 2.1    | Mark Renshaw     |
| 06/06/2007 | Prologue du Tour de Luxembourg             | Luxembourg | 2.HC   | Jimmy Engoulvent |
| 24/06/2007 | Championnat d'Irlande du contre-la-montre  | Irlande    | CN     | Nicolas Roche    |
| 29/06/2007 | Championnat de Hongrie du contre-la-montre | Hongrie    | CN     | László Bodrogi   |
| 11/07/2007 | 4e étape du Tour de France                 | France     | PT     | Thor Hushovd     |
| 31/07/2007 | 4e étape du Tour de Wallonie               | Belgique   | 2.HC   | Rémi Pauriol     |
| 15/08/2007 | 4e étape du Tour de l'Ain                  | France     | 2.1    | Patrice Halgand  |
| 22/08/2007 | 2e étape du Tour du Limousin               | France     | 2.1    | Pierre Rolland   |

## Classements UCI ProTour

### Individuel
| Rang | Coureur             | Points |
| ---- | ------------------- | ------ |
| 31   | Thor Hushovd        | 70     |
| 119  | László Bodrogi      | 9      |
| 166  | Christophe Kern     | 5      |
| 177  | Mark Renshaw        | 4      |
| 190  | Nicolas Roche       | 3      |
| 191  | Christophe Edaleine | 3      |
| 192  | Mads Kaggestad      | 3      |
| 198  | Jimmy Engoulvent    | 3      |
| 202  | Alexandre Botcharov | 2      |
| 221  | Angelo Furlan       | 2      |

### Équipe
L'équipe Crédit agricole a terminé à la 15e place avec 182 points.